# Jon Jönsson (död 1519)
Jon Jönsson, död 1519, var en svensk fogde, häradshövding, rådman och svenskt riksråd.
I äldre litteratur förekommer uppgiften att Jon Jönssons föräldrar tillhört adelssläkter, vilket dock sannolikt är felaktigt. Möjligen var hans far i stället bonden Jöns i Gladö. Han var 1483 en av Stockholms kämnärer och 1483-1494 rådman i Stockholm. Han var även en av stadens båda rättsfogdar 1484, en av de fyra skottherrarna 1485, en av stadens båda inköpare 1485 och föreståndare för Sankt Örjans hospital 1487-1490, föreståndare för Stockholms våghus 1490-1493. Senast från 1495 var Jon Jönsson fogde i Dalarna och innehade uppdraget åtminstone ännu 1500. I samband med upproret mot kung Hans ledde han tillsammans med sin svåger Stig Hansson den dalatrupp som 1502 tågade ned till Stockholmstrakten och tvingade ärkebiskopen Jakob Ulfsson till förlikning med Sten Sture den äldre. Kort därefter i början av 1503 var han fogde på Stockholms slott, en post han innehade till hösten 1505. Han var åter fogde på Stockholms slott åtminstone 1508. Redan någon gång före 1503 adlades Jon Jönsson. Svante Nilsson (Sture) kom att använda honom till agitation för sin sak, bland annat på prästmötesmarknaden i Västerås 1505, morsmässan i Västerås 1507 och i Uppsala tillsammans med Sten Kristiernsson (Oxenstierna) på distingen 1509. Senast 1507 och ännu 1514 var han häradshövding i Svartlösa härad. Någon gång mellan 1507 och 1509 blev Jon Jönsson riksråd. Även till Sten Sture den yngre var han en lojal anhängare. Han följde riksföreståndaren till Finland 1513 och vid förhandlingarna med Gustaf Trolle i Uppsala 1516. Jon Jönsson närvarade även vid mötena i Södertälje 1516, Arboga och Stockholm 1517 och Kaknäs 1518.
Jon Jönsson hade från 1487 arrenderat Sickla av Stockholms stad och från 1503 torpet Farsta som lydde under Stockholms helgeandshus. Från 1503 nämns Gladö som hans sätesgård. Jon Jönsson donerade 1508 Dormsjö i Garpenbergs socken till Gudsberga kloster och 1513 två hus i Stockholm jämte Edeby på Lovö till johanniterordens kyrka i Stockholm.
Gladö kom senare att ärvas av en son till den i Stockholms blodbad avrättade stockholmsborgaren svarte Sven. Sven var troligen brorson eller möjligen systerson till Jon Jönsson. Svens ättlingar kom senare att adlas och antog på 1600-talet namnet Svart. Den förde samma vapen som Jon Jönsson och även Jon Jönsson har ibland i litteraturen kallats Svart.